# Список православных церквей, соборов и монастырей Крыма

## Монастыри
- Балаклавский Свято-Георгиевский монастырь
- Инкерманский Свято-Климентовский пещерный мужской монастырь
- Катерлезский Свято-Георгиевский монастырь (женский — с. Войково, Ленинский район Крыма
- Кизилташский монастырь во имя свт. Стефана Сурожского (муж.)
- Косьмо-Дамиановский монастырь  г. Алушта (мужской)
- Симферопольский монастырь во имя Св. Троицы (женский)
- Топловский Свято-Троице Параскевиевский женский монастырь / Топловский монастырь
- Свято-Успенский пещерный монастырь (Крым) (мужской)
- Святого Феодора Стратилата пещерный монастырь «Ай-Тодор» (Челтер-Коба)

## Соборы и Церкви

### Алушта
- Храм Святых Царственных Страстотерпцев
- Храм во имя Св. Луки
- Храм во имя всех Крымских Святых и Феодора Стратилата

#### Большая Алушта
- Храм во имя Святого Александра Невского (пос.Утёс)
- Храм-маяк Святого Николая Мирликийского (пос. Малореченское)

### Бахчисарай
- Храм Святого Преподобномученика Евстратия Киево-Печерского (Бахчисарай)
- Спасо-Преображенский скит (Бахчисарай)
- Феодоровской иконы Божьей Матери (Бахчисарай)

### Белогорск
- Свято-Никольский храм
- Константино-Еленинский храм (с. Чернополье)
- Свято-Никольский храм (п. Зуя)

### Джанкой
- Храм иконы Божьей Матери "Достойно есть" в пгт.  Октябрьское (Красногвардейский район)

### Евпатория
- Церковь Св. Пророка Илии (Евпатория)
- Свято-Илиинский Храм (Саки)
- Собор Святителя Николая Чудотворца (Евпатория)
- Часовня Святого Георгия (Евпатория)
- Храм во имя святителя Луки (Евпатория)

### Керчь
- Храм Святого Иоанна Предтечи (Керчь)
- Храм в честь иконы Божией Матери Скоропослушница, с. Мысовое, Керченское благочиние.
- Храм Рождества Пресвятой Богородицы, с. Ленинское, Керченское благочиние.

### Красноперекопск
- Вознесенский храм

### Севастополь
- Владимирский собор (Севастополь) — усыпальница русских адмиралов
- Храм Семи Святомучеников Херсонеских (Херсонес)
- Храм Двенадцати Апостолов (Балаклава)
- Собор Покрова Пресвятой Богородицы (Севастополь)
- Храм Святых Апостолов Петра и Павла (Севастополь)
- Церковь Всех Святых (Севастополь)
- Храм Святого Митрофания Воронежского (Севастополь)
- Храм-часовня на Сапун-горе
- Храм Святой Великомученицы Татьяны (Севастополь)
- Храм Святителя Филиппа Московского (Севастополь)
- Константино-Еленинский (Флотское) (с. Флотское)
- Храм Святого Николая (Севастополь) (строящийся)
- Церковь Святого Архистратига Михаила (Севастополь)
- Храм Святого Николая (Севастополь)
- Храм Святой Софии (Севастополь)
- Храм Сергия Радонежского (Орлиное)
- Храм-часовня на смотровой площадке б.Ласпи
- Храм Феодора Тирона (Севастополь)

### Симферополь
- Петропавловский Кафедральный собор
- Александро-Невский кафедральный собор
- Всехсвятская церковь
- Храм святых равноапостольных Константина и Елены
- Храм Трёх Святителей
- Свято-Никольский храм (с. Пионерское)
- Свято-Никольский храм (с. Мазанка)

### Судак
- Церковь Иоанна Кронштадтского (Морское)
- Храм Святого Илии в Солнечной долине
- Храм Покрова Пресвятой Богородицы (Судак)
- Церковь Святителя Луки (Новый Свет)
- Византийский храм (Судак)

### Феодосия
- Храм Иверской иконы Божьей Матери
- Введенская церковь
- Казанский собор
- Церковь Святой Екатерины
- Храм во имя Скорбящей иконы Божьей Матери
- Всехсвятская церковь (Феодосия)
- Храм в честь Архистратига Михаила

### Ялта
- Александро-Невский собор (Ялта)
- Храм Св. Иоанна Златоуста (Ялта)
- Часовня во имя Св.Николая (Ялта)
- Церковь Св.Вмч. Феодора Тирона (Ялта)
- Церковь во имя Успения Богородицы (Ялта)[арм.]
- Церковь во имя Воскресения Христова (Ялта)

#### Большая Ялта
- Храм Святых Царственных Страстотерпцев (Массандра)
- Церковь Преображения Господня (Никита)
- Церковь Николая Чудотворца (Нижняя Массандра)
- Крестовоздвиженская церковь (Ливадия)
- Церковь Покрова Божьей Матери (Нижняя Ореанда)
- Храм Святого Архистратига Михаила (Ореанда)
- Церковь Св.Нины (Гаспра)
- Храм Св. Архистратига Михаила (Алупка)
- Храм Воскресения Христова (Форос)
- Храм Усекновения Главы Иоанна Предтечи (Массандра)
- Храм Святого благоверного князя Александра Невского (Алупка)
- Храм Покрова Божьей Матери (Симеиз)

## Крымские святые и подвижники
- Святой Апостол Андрей Первозванный
- Святой Климент Епископ Римский
- Свв. Кирилл и Мефодий
- Святые священномученики Епископы Херсонесские Ефрем, Василий, Евгений, Елпидий, Агафодор, Еферий и Капитон
- Св. Равноапостольный князь Владимир
- Святитель Стефан Сурожский
- Св. преподобномученица Параскева
- Преподобномученик Парфений
- Святой Евстратий преподобный Печерский
- Благоверный Константин князь Мангупский (Константин Гаврас)
- Святитель Лука (Войно-Ясенецкий)
- Св. воин Феодор Ушаков
- Архиепископ Херсонский и Таврический Иннокентий
- Архиепископ Гурий (Карпов)
- Дмитрий (Киранов)
- Казанский, Николай (новомученик)
- Свщк. Андрей (Косовский)
- Свщк. Елеазар Спиридонов Евпаторийский
- Свщк. Варфоломей (Ратных)
- Святой Мартин Епископ Римский
- Святой Иоанн Архиепископ Готфский
- Святой Феодор Студит
- Святая Великомученица Анастасия